# فيليكس بيجمو
فيليكس بيجمو (بالسويدية: Felix Beijmo)‏ (31 يناير 1998 بستوكهولم في السويد - ) هو لاعب كرة قدم سويدي في مركز الدفاع. لعب مع نادي برومابويكارنا.

## روابط خارجية
- فيليكس بيجمو على موقع الاتحاد الأوربي (الإنجليزية)
- فيليكس بيجمو على موقع اتحاد السويد (السويدية)
- فيليكس بيجمو على موقع إي إس بي إن إف سي (الإنجليزية)
- فيليكس بيجمو على موقع قاعدة بيانات كرة القدم.إي يو (الإنجليزية)
- فيليكس بيجمو على موقع Soccerbase.com (لاعب) (الإنجليزية)
- فيليكس بيجمو على موقع Soccerway.com (الإنجليزية)
- فيليكس بيجمو على موقع عالم كرة القدم.نت (الإنجليزية)